# Kanonbåden Lille Bælt
Lille Bælt blev bygget på Orlogsværftet og søsat i 1875. Den var søsterskib til Øresund, med samme maskinkraft og armering. Dens maskineri var på 200 HK.

## Tekniske data

### Generelt
- Længde: 26,1 m
- Bredde:  8,0 m
- Dybgang: 2,2 m
- Deplacement: 247 ton
- Fart 7,6 knob
- Besætning: 30

### Armering
- Artilleri: 1 styk 25,4 cm kanon (10") og 2 styk 50 mm (4 pund) riflede forladekanoner. Senere omarmeret med 1 styk 57 mm og 6 styk 37 mm kanoner, alle hurtigtskydende.

## Tjeneste
- Søsat i 1875. Udgået i 1919.